# دیگو امادو
دیگو امادو با نام کامل دیگو کارلوس کوریا امادو (متولد ۲۱ ژانویه ۱۹۹۰) بازیکن فوتبال حرفه‌ای اهل کشور پرتغال است که در باشگاه فوتبال الغرافه قطر توپ می‌زند.